# Cezary Piasecki
Cezary Roman Piasecki (ur. 22 maja 1953 w Gorzowie Wielkopolskim) – polski polityk i lekarz, poseł na Sejm I kadencji.

## Życiorys
Ukończył w 1980 studia na Wydziale Lekarskim Akademii Medycznej w Lublinie. Zawodowo związany m.in. ze szpitalem miejskim w Tomaszowie Lubelskim, gdzie podjął pracę jako specjalista chorób wewnętrznych.
W wyborach parlamentarnych w 1991 uzyskał mandat posła na Sejm I kadencji z listy Porozumienia Obywatelskiego Centrum w okręgu chełmsko-zamojskim. Zasiadał m.in. w Komisji Zdrowia oraz Komisji Rolnictwa i Gospodarki Żywnościowej. W 1992 odszedł z Porozumienia Centrum, przechodząc do Ruchu dla Rzeczypospolitej. Rok później bez powodzenia ubiegał się o reelekcję.
Z ramienia Akcji Wyborczej Solidarność sprawował także mandat radnego powiat tomaszowskiego I kadencji. W 2002 wycofał się z bieżącej polityki.

## Odznaczenia
W 2016 otrzymał Krzyż Wolności i Solidarności.